# Veliki Gaber
Veliki Gaber – wieś w Słowenii, w gminie Trebnje. W 2018 roku liczyła 341 mieszkańców.